# Juan Manuel Gárate
Juan Manuel Gárate Cepa (Irun, 24 aprile 1976) è un dirigente sportivo ed ex ciclista su strada spagnolo. Professionista dal 2000 al 2014, vinse una tappa al Giro d'Italia, una al Tour de France e una alla Vuelta a España.

## Carriera
Scalatore, passa professionista nel 2000 con la Lampre. Nel 2001 vince la tappa di Vinaròs alla Vuelta a España. Nelle stagioni seguenti è spesso competitivo nelle corse a tappe, come testimoniano i quattro piazzamenti nei primi dieci ottenuti al Giro d'Italia fra il 2001 e il 2006 (anno in cui vinse anche una tappa alpina, a Passo San Pellegrino). Anche nelle corse in linea conseguì comunque risultati: fu infatti campione nazionale in linea nel 2005, battendo Francisco Mancebo.
Il 25 luglio 2009 si aggiudica la tappa del Mont Ventoux al Tour de France dopo una lunga fuga, battendo in volata Tony Martin: diventa in tal modo uno dei ciclisti capaci di vincere almeno una tappa in tutti e tre i Grandi giri. Si ritira dall'attività a fine 2014, al termine della sesta stagione in maglia Rabobank/Blanco/Belkin.
Dal 2016 è direttore sportivo per la formazione statunitense Cannondale-Drapac, divenuta EF Education First nel 2018.

## Palmarès
- 2001

14ª tappa Vuelta a España (Tarragona > Vinaròs)
- 2002

7ª tappa Tour de Suisse (Martigny > Vevey)
3ª tappa Giro del Trentino (Foresta di Lagundo > Coredo)
- 2005

Campionati spagnoli, Prova in linea
- 2006

19ª tappa Giro d'Italia (Pordenone > Passo San Pellegrino)
- 2009

20ª tappa Tour de France (Montélimar > Mont Ventoux)

### Altri successi
- 2005

Classifica scalatori Vuelta a Andalucía
Classifica traguardi volanti Vuelta a Andalucía
- 2006

Classifica scalatori Giro d'Italia

## Piazzamenti

### Grandi Giri
- Giro d'Italia

2001: 20º
2002: 4º
2004: 10º
2005: 5º
2006: 7º
2008: 37º
2012: 59º
2013: 31º
- Tour de France

2005: 66º
2006: 72º
2007: 21º
2009: 62º
2010: 35º
2011: non partito (9ª tappa)
- Vuelta a España

2000: 62º
2001: 37º
2002: non partito (15ª tappa)
2003: 69º
2004: 23º
2007: 30º
2008: 15º
2009: 38º
2010: 46º
2011: 66º
2012: 42º
2013: 71º

### Classiche monumento
- Liegi-Bastogne-Liegi

2001: 89º
2002: 32º
2004: 20º
2005: 58º
2006: 50º
2011: 49º
- Giro di Lombardia

2012: ritirato

### Competizioni mondiali
- Campionati del mondo

Varese 2008 - In linea Elite: ritirato
Mendrisio 2009 - In linea Elite: ritirato
Melbourne 2010 - In linea Elite: ritirato
Copenaghen 2011 - In linea Elite: 83º